# Aeroportul Ravensthorpe
Aeroportul Ravensthorpe (IATA: RVT, ICAO: YNRV) este un aeroport din Australia de Vest, Australia.
Situat la o altitudine de 59 m, aeroportul dispune de o singură pistă. Este operat de Shire of Ravensthorpe⁠(d).